# Good Old Boys
Good Old Boys is een conceptalbum van de Amerikaanse singer-songwriter Randy Newman, over de Zuidelijke Verenigde Staten. Op dit vierde studioalbum behandelt Newman op zijn kenmerkende satirische bijtende manier thema's als slavernij en racisme (Back On My Feet Again), de grote overstroming van de Mississippi in 1927 (Louisiana 1927) en armoede (Mr President). Mede door de vele politiek beladen teksten wordt het album gezien als zijn meest provocatieve album.
Het album was het eerste grote commerciële succes voor Randy Newman. Het bevond zich 21 weken lang in de Amerikaanse Album top 200. Het leverde hem in Nederland een gouden plaat op.

## Tracklist
1. Rednecks - 3:07
2. Birmingham - 2:45
3. Marie - 3:07
4. Mr. President (Have Pity on the Working Man) - 2:45
5. Guilty - 2:30
6. Louisiana 1927 - 2:54
7. Every Man a King - 1:02
8. Kingfish - 2:42
9. Naked Man - 3:06
10. Wedding in Cherokee County - 3:07
11. Back on My Feet Again - 3:30
12. Rollin' - 2:53